# Instituto de Fisica de Cantabria
L'Instituto de Fisica de Cantabria (en français Institut de Physique de Cantabrie) ou IFCA est un institut de recherche espagnol dont le domaine d'expertise porte sur la physique fondamentale. Courant 2024 il emploie environ 80 personnes dont environ 29 chercheurs qui publient en moyenne environ 200 articles portant sur une vingtaine de projets. L'institut a été créé en 1995 conjointement par le Conseil supérieur de la recherche scientifique espagnol et l'université de Cantabrie. Ses locaux sont situés sur le campus de cette dernière  situé dans la ville de Santander. Les recherches qui y sont menées portent sur toutes les échelles des particules élémentaires aux structures les plus massives de l'univers en passant par le comportement collectif complexe de la matière.